# بائک یه-رین
بائک یه-رین (به انگلیسی: Baek Ye-rin) (زاده ۲۶ ژوئن ۱۹۹۷) خواننده، ترانه‌سرا اهل کره جنوبی است.
او عضو گروه ۱۵ اند است.